# Aleja Powstania Warszawskiego w Krakowie
Aleja Powstania Warszawskiego – aleja w Krakowie, w dzielnicy II Grzegórzki, na Grzegórzkach. Biegnie od Ronda Mogilskiego w kierunku południowym do Ronda Grzegórzeckiego.

## Historia
Obecna arteria biegnie po śladzie dawnej wojskowej drogi strategicznej biegnącej wzdłuż linii dawnych okopów wznoszonych w latach 1849–1855 między Fortem Mogilskim a Lunetą Grzegórzecką. W 1912 droga otrzymała nazwę ul. Okopy. W kształcie zbliżonym do obecnego wytyczona w 1. połowie lat 50. XX stulecia w związku z budową Ronda Mogilskiego i budową w latach 1955–1957 odcinka linii tramwajowej między Rondem a ulicą Grzegórzecką. W latach 1961–1991 nosiła nazwę aleja Powstańców Warszawy. Przebieg ulicy zmienił się nieco w związku z budową Ronda Grzegórzeckiego.
W latach 2007–2008 arteria uległa modernizacji w związku z przebudową całego układu komunikacyjnego w tej części miasta (w latach 2006–2007 przebudowano Rondo Mogilskie, w roku 2008 – Rondo Grzegórzeckie). W trakcie przebudowy zmieniono szerokość jezdni z dwoma pasami na jezdnie z trzema pasami. Gruntownej przebudowie poddano torowisko, które dodatkowo wyposażono w nawierzchnię asfaltową dla autobusów komunikacji miejskiej.

## Przebieg
Jest to droga dwujezdniowa w przeciwnych kierunkach, z trzema pasami ruchu na każdej jezdni. Pomiędzy jezdniami znajduje się torowisko tramwajowe z jezdnią przeznaczoną dla ruchu autobusów komunikacji miejskiej. Wzdłuż alei, zarówno po jednej, jak i po drugiej stronie, znajdują się chodniki wraz ze ścieżkami rowerowymi. Ruch pojazdów pomiędzy Rondami jest poprowadzony bezkolizyjnie: na trasie nie ma żadnych przystanków komunikacji miejskiej, ani pełnych skrzyżowań, czy też przejść dla pieszych.

## Otoczenie alei
W sąsiedztwie alei znajdują się m.in.:
- Budynki biurowe „Żyletkowce”;
- Ogród Botaniczny,
- zabytkowy kompleks fabryczny dawnej fabryki maszyn rolniczych Marcina Peterseima,
- Małopolski Urząd Wojewódzki,
- Urząd Miasta Krakowa,
- Sąd Okręgowy.